# Neuer Johanneser Schacht
Der Neue Johanneser Schacht war ein Untersuchungsschacht zwischen Clausthal-Zellerfeld und Wildemann im Oberharz.

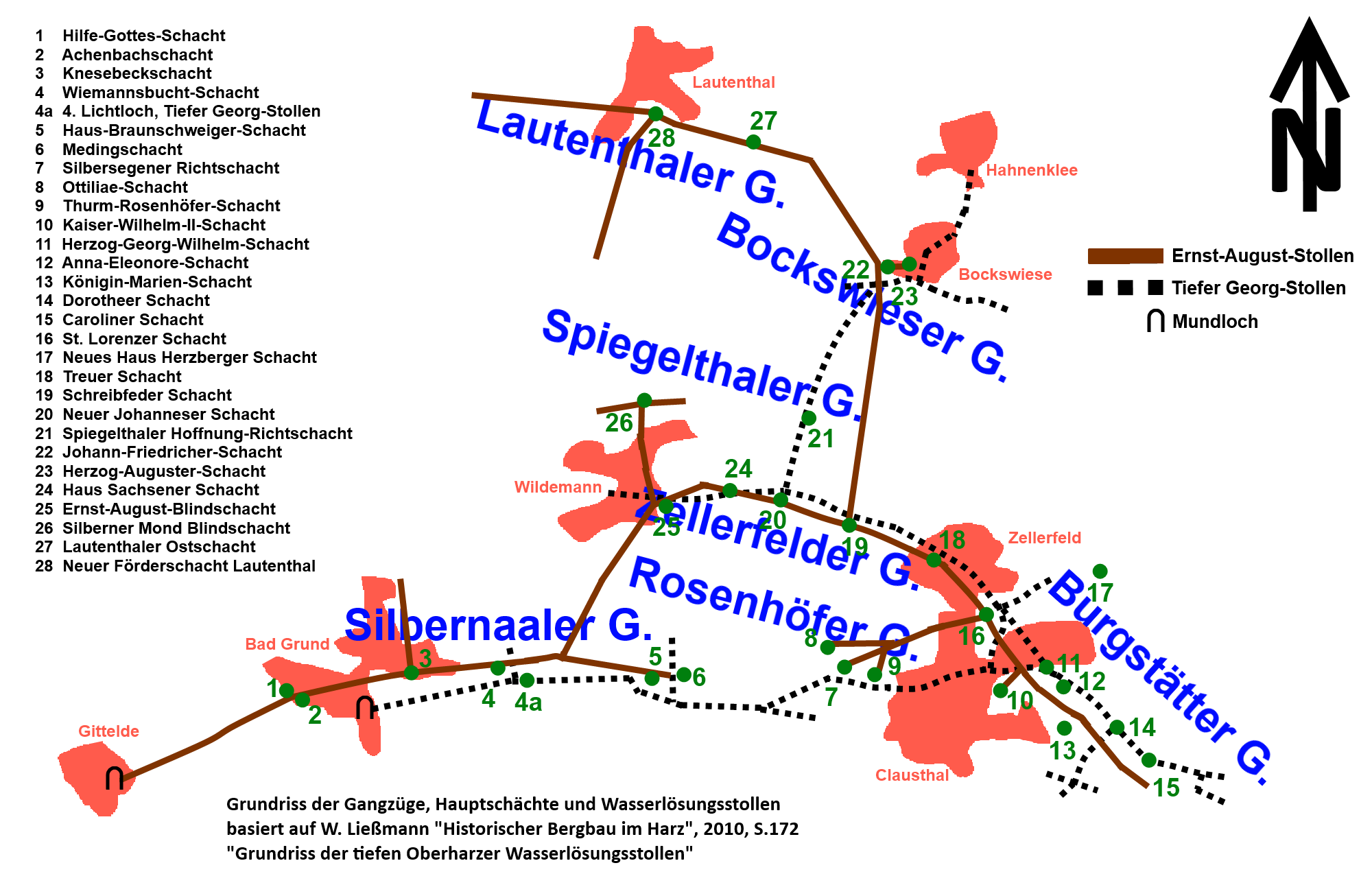
Grundriss mit der Lage des Neuen Johanneser Schachtes (Nr. 20)

## Geschichte
Nach dem Ende des Ersten Weltkriegs, welcher Raubbau um Clausthal zur Folge hatte, übernahm Preussag die Bergbauinspektion Clausthal im Jahr 1924. Dieser Übernahme folgte noch im gleichen Jahr ein Explorationsprogramm, um den Zellerfelder Gangzug und den Haus Herzberger Gangzug in der Tiefe zu erkunden.
Hierzu wurde von 1926 bis 1928 der Neue Johanneser Schacht abgeteuft. Parallel teufte man den Neuen Haus Herzberger Schacht (Haus Herzberger Gangzug) ab. Beide Schächte hatten dann eine Teufe von knapp 630 Metern und waren mit der Tiefsten Wasserstrecke durchschlägig.
Die Exploration verlief nicht erfolgreich und der Betrieb der Bergwerke in der Region wurde zunehmend unwirtschaftlich. Am 31. Januar 1930 brannte das hölzerne Fördergerüst des Neuen Johanneser Schachts ab. Dies bezeichnete man als „Todesfackel des Oberharzer Bergbaus“ und galt als symbolisches Ende des Bergbaus in der Region.
Nach der Einstellung des Bergbaus im Jahr 1930 wurde das zerstörte Fördergerüst durch ein ausgemauertes Stahlfördergerüst ersetzt, das über eine Treibscheibe verfügte. Bis 1980 verwendete man den Schacht, um Revisionsarbeiten im Tiefen Georg-Stollen und Ernst-August-Stollen durchzuführen. Diese Stollen mussten für die Wasserkraftwerke des Kaiser-Wilhelm-Schachts und Ottiliae-Schachts aufrechterhalten werden.
Anfang der 1980er verfüllte man die ersten 60 Meter des Schachts mit Beton und riss den Förderturm ab.